# محمد قتلمش
محمد قتلمش (543 هـ في بغداد - 620 هـ في بغداد) هو شاعر وأديب ولغوي وعالم رياضيات مسلم في القرن السابع الهجري.

## نسبه
محمد بن سليمان بن قتلمش بن تركانشاه بن منصور السمرقندي.

## شعره
من شعره: